# Лисичицы
Лисичицы (бел. Лісічыцы) — деревня в Берёзовском районе Брестской области Белоруссии. Входит в состав Песковского сельсовета.

## География
Деревня находится в центральной части Брестской области, на западном берегу озера Чёрного, при автодороге Н-126, на расстоянии приблизительно 16 километров (по прямой) к юго-востоку от города Берёза, административного центра района. Абсолютная высота — 143 метра над уровнем моря. Площадь населённого пункта — 0,5578 км².

## История
По состоянию на 1905 год, в Лисичицах проживало 395 человек. В административном отношении деревня входила в состав Песковской волости Слонимского уезда Гродненской губернии.
Согласно Рижскому мирному договору (1921), деревня вошла в состав межвоенной Польши. Входила в состав гмины Пески Косовского повета Полесского воеводства Польши. В 1921 году числилось 324 жителя, проживавших в 77 домах. В этническом составе населения того периода поляки составляли 95 %. В конфессиональном составе населения преобладали православные христиане (95 %).
С 1939 года в БССР, с 1940 года деревня в составе Ольшевского сельсовета.

## Население
По данным переписи 2019 года, в деревне проживало 148 человек.
| Год  | Население, человек |
| ---- | ------------------ |
| 1905 | 395                |
| 1921 | ↘ 324              |
| 2009 | ↘ 241              |
| 2019 | ↘ 148              |